# Disonycha limbicollis
Disonycha limbicollis är en skalbaggsart som först beskrevs av J. L. Leconte 1857.  Disonycha limbicollis ingår i släktet Disonycha och familjen bladbaggar. Inga underarter finns listade i Catalogue of Life.